# Aleuroplatus quaintancei
Aleuroplatus quaintancei là một loài côn trùng cánh nửa trong họ Aleyrodidae, phân họ Aleyrodinae.
Aleuroplatus quaintancei được Peal miêu tả khoa học đầu tiên năm 1903.